# Burnettsville
Burnettsville – miasto w Stanach Zjednoczonych, w stanie Indiana, w hrabstwie White.